# Nat Berhe
Nat Berhe (Fontana, 6 luglio 1991) è un giocatore di football americano statunitense che gioca nel ruolo di safety per gli New York Giants della National Football League (NFL). Fu scelto nel corso del quinto giro (152º assoluto) del Draft NFL 2014. Al college giocò a football alla San Diego State University.

## Carriera professionistica

### New York Giants
Berhe fu scelto nel corso del quinto giro del Draft 2014 dai New York Giants. Debuttò come professionista subentrando nella settimana 1 contro i Detroit Lions e mettendo a segno 2 tackle. La sua prima stagione si concluse con 14 tackle disputando tutte le 16 partite, nessuna delle quali come titolare. Nell'annata successiva invece non disputò alcuna gara a causa di un infortunio.

## Statistiche
| Partite totali      | 16 |
| Partite da titolare | 0  |
| Tackle totali       | 14 |
| Sack fatti          | 0  |
| Intercetti          | 0  |

Statistiche aggiornate alla stagione 2014